# Rodrigo Tello Valor
Rodrigo Tello Valor (nacido el 18 de agosto de 2003 en la ciudad de Panamá) es un futbolista panameño que juega como defensa derecho en el Sporting San Miguelito de la Primera División de Panamá.

## Trayectoria

### Costa del Este FC
Se formó en las categorías inferiores del Costa del Este FC y su debut profesional en la Primera División de Panamá el 7 de noviembre de 2020 en la victoria 3 a 0 contra el CD Universitario en el Estadio Agustín Muquita Sánchez en donde fue suplente y entró al minuto 89 por Yoameth Murillo. En el Torneo Clausura 2020 jugó 3 partidos llegando hasta las semifinales, en el Torneo Apertura 2021 jugó 3 partidos llegando hasta los playoff, en el Torneo Clausura 2021 jugó 4 partidos, en el Torneo Apertura 2022 10 partidos, en el Torneo Clausura 2022 jugó 12 partidos y anotó 2 goles.

### Sporting San Miguelito
El 7 de diciembre de 2022 fue anunciado como nuevo jugador del Sporting San Miguelito. Su debut con el club fue el 15 de enero de 2023 en la victoria 2 a 1 contra su exclub Potros del Este en el Estadio Los Andes en donde fue titular y jugó todo el partido. En el Torneo Apertura 2023 jugó 16 partidos llegando hasta las semifinales, en la Copa Centroamericana de Concacaf 2023 jugó 3 partidos quedándose en las fase de grupos, en el Torneo Clausura 2023 jugó 17 partidos llegando hasta la semifinales.

## Vida personal
Es hijo de Rodrigo Tello, también futbolista.

## Selección nacional

### Categorías inferiores
Ha sido convocado por la selección sub-20 de Panamá para disputar el Torneo Uncaf Sub-19 de 2022 en donde jugó 4 partidos y anotó 
1 gol quedando en el tercer lugar y el Campeonato Sub-20 de la Concacaf de 2022 en donde jugó 5 partidos llegando hasta los cuartos de final. Fue llamado a la selección sub-23 de Panamá para disputar el Torneo Maurice Revello de 2023 celebrado en Francia en donde fue campeón y jugó 2 partidos.

### Selección absoluta
Su debut con la selección absoluta fue el 11 de junio de 2022 en un partido amistoso contra Uruguay en la derrota 5 a 0 en el Estadio Centenario en Uruguay en donde fue suplente y entró al minuto 46 por Rodolfo Vega.

### Participaciones en selección nacional
| Copa                        | Categoría | Sede     | Resultado        | Partidos | Goles |
| --------------------------- | --------- | -------- | ---------------- | -------- | ----- |
| Torneo Uncaf Sub-19 de 2022 | Sub-20    | Belice   | Tercer lugar     | 4        | 1     |
| Campeonato Sub-20 2022      | Sub-20    | Honduras | Cuartos de final | 5        | 0     |
| Torneo Maurice Revello 2023 | Sub-23    | Francia  | Campeón          | 2        | 0     |

## Clubes
| Club              | País   | Año         |
| ----------------- | ------ | ----------- |
| Costa del Este FC | Panamá | 2020 - 2022 |
| Sporting SM       | Panamá | 2022 - act. |